# Irlandia na Letnich Igrzyskach Olimpijskich 1924
Irlandię na Letnich Igrzyskach Olimpijskich 1924 reprezentowało 49 zawodników. Był to pierwszy występ Irlandii na letnich igrzyskach olimpijskich.

## Reprezentanci

### Lekkoatletyka
- Paddy Bermingham
  - Rzut dyskiem – odpadł w półfinale
- John Clarke
  - bieg na 10 000 metrów – nie ukończył
- Jim Kelly
  - Bieg na 3000 metrów z przeszkodami – odpadł w eliminacjach
- Sean Lavan
  - Bieg na 200 metrów – odpadł w ćwierćfinale
  - Bieg na 400 metrów – odpadł w ćwierćfinale
- Norman McEachern
  - Bieg na 800 metrów – odpadł w półfinale
- William Lowe
  - Bieg na 100 metrów – odpadł w kwalifikacjach
  - Bieg na 200 metrów – odpadł w ćwierćfinale
- John O’Connor
  - Trójskok – odpadł w eliminacjach
- John O’Grady
  - pchnięcie kulą – odpadł w eliminacjach
- John Ryan
  - Bieg na 10 000 metrów – nie ukończył
  - Bieg przełajowy – nie ukończył
- William Shanahan
  - dziesięciobój – 19. miejsce
- Larry Stanley
  - Skok wzwyż – odpadł w eliminacjach

### Boks
Mężczyźni
- Mossy Doyle
  - waga piórkowa (57,152 kg)
    - 1/32 finału -  Jackie Fields (przegrana)
- Patrick Dwyer
  - waga półśrednia (66,678 kg)
    - 1/32 finału -  Joseph Basham (zwycięstwo)
    - 1/16 finału -  Ko Cornelissen (zwycięstwo)
    - Ćwierćfinał -  Teodor Stauffer (zwycięstwo)
    - Półfinał -  Héctor Méndez (przegrana)
    - Walka o brązowy medal -  Douglas Lewis (przegrana)
- Robert Hilliard
  - waga kogucia (53,525 kg)
    - 1/16 finału -  Benjamín Pertuzzo (przegrana)
- James Kelleher
  - waga lekka (61,237 kg)
    - 1/32 finału -  Ben Rothwell (przegrana)
- John Kidley
  - waga półciężka (79,378 kg)
    - 1/16 finału -  Sverre Sørsdal (przegrana)
- Myles McDonagh
  - waga musza (50,802 kg)
    - 1/16 finału -  Ruperto Biete (przegrana)
- William Murphy
  - waga średnia (72,574 kg)
    - 1/16 finału -  Eugeniusz Nowak (zwycięstwo)
    - Ćwierćfinał -  Leslie Black (przegrana)

### Tenis ziemny
Kobiety
- Gra pojedyncza
  - Rebecca Blair-White
    - 1/32 finału -  Rosetta Gagliardi (6-4, 5-7, 2-6)

  - Mary Wallis
    - 1/64 finału -  Phyllis Covell (6-3, 0-6, 2-6)
- Gra podwójna
  - Rebecca Blair-White/Mary Wallis
    - 1/16 finału -  Sigrid Fick/Lily von Essen (2-6, 7-5, 2-6)

Mężczyźni
- Gra pojedyncza
  - William Ireland
    - 1/128 finału -  Stéphane Halot (1-6, 4-6, 4-6)

  - Edwin McCrea
    - 1/128 finału -  Pablo Debran (4-6, 4-6, 0-6)
- Gra podwójna
  - William Ireland/Edwin McCrea
    - 1/64 finału -  Pablo Debran/Hanns Syz (6-4, 2-6, 2-6, 6-1, 4-6)

Mieszana gra podwójna
- Rebecca Blair-White/William Ireland
  - 1/64 finału -  Phyllis Covell/Leslie Godfree (2-6, 4-6)
- Mary Wallis/Edwin McCrea
  - 1/16 finału -  Nora Polley/Sydney Jacob (9-7, 4-6, 9-7)
  - Ćwierćfinał -  Kathleen McKane Godfree/John Gilbert (1-6, 5-7)

### Piłka nożna
Skład
- Bramkarze
  - Paddy Reilly (Athlone Town F.C.)
- Obrońcy
  - Bertie Kerr (Bohemian F.C.)
  - Jack McCarthy (Bohemian F.C.)
  - Thomas Murphy (St James’s Gate F.C.)
- Pomocnicy
  - John Thomas (Bohemian F.C.)
  - John Joe Dykes (Kapitan, Athlone Town F.C.)
  - Tommy Muldoon (Athlone Town F.C.)
  - Christy Robinson (Bohemian F.C.)
  - Ernest McKay (St James’s Gate F.C.)
- Napastnicy
  - Charlie Dowdall (St James’s Gate F.C.)
  - Paddy Duncan (St James’s Gate F.C.)
  - Frank Ghent (Athlone Town F.C.)
  - Johnny Murray (Bohemian F.C.)
  - Michael Farrell (St James’s Gate F.C.)
  - Joe Kendrick (Brooklyn F.C.)
  - Dinny Hannon (Athlone Town F.C.)
- Rezerwowi
  - John Lea (Shelbourne FC)
  - Frank Heaney (St James’s Gate F.C.)
  - Robert Cowzer (Shelbourne FC)
  - Ernie Crawford (Bohemian F.C.)

Mecze
Druga runda
| 28 maja | Irlandia · Duncan 75' | 1:00:0 | Bułgaria | Colombes, Paryż |
|         |                       |        |          |                 |

Ćwierćfinał
| 2 czerwca | Holandia · Formenoy 7', 104' | 2:11:1 | Irlandia · Ghent 33' | Parc des Princes, Paryż |
|           |                              |        |                      |                         |

### Piłka wodna
Skład
- Charles Barrett
- James Beckett
- James Brady
- John Convery
- Cecil Fagan
- William Fagan
- Norman Judd
- John O’Connor
- Michael O’Connor
- Noel Purcell

Mecze
Pierwsza Runda
|  | Austria | wo. | Irlandia | Piscine des Tourelles, Paryż |
|  |         |     |          |                              |

Ćwierćfinał
|  | Czechosłowacja | 4:2 | Irlandia | Piscine des Tourelles, Paryż |
|  |                |     |          |                              |